# Galium elegans
Galium elegans är en måreväxtart som beskrevs av Nathaniel Wallich och William Roxburgh. Galium elegans ingår i släktet måror, och familjen måreväxter. Inga underarter finns listade i Catalogue of Life.